# Folies Bergère
Folies Bergère /fɔˈli bɛʁˈʒɛʁ/ è un famoso music-hall di Parigi situato in rue Richer 32, all'interno del IX arrondissement. Nato con il nome di Folies Trévise, divenne un locale di successo durante la Belle Époque, presentando un cartellone con spettacoli di varietà, operette, canzoni popolari e balletti.

## Storia
Le Folies Bergère, il cui nome originale era Folies Trévise, dal nome della strada adiacente allo stabile, venne inaugurato il 2 maggio 1869: il progetto era dell'architetto Plumeret, che distrusse il preesistente edificio ospitante un grande magazzino. Con molta probabilità, la volontà di creare un teatro nacque grazie a un'attrice socia della Comédie-Française, Madame Cornelie. Quest'ultima, essendo intimamente legata agli alti vertici della municipalità francese, riuscì a far abrogare le leggi che restringevano di molto le attività dei nuovi teatri.
Il 13 settembre 1872 prese l'attuale nome. Il cambiamento non venne dettato da ragioni artistiche, ma unicamente dal fatto che la precedente denominazione, Trévise, urtava la sensibilità dell'omonima famiglia che non voleva vedere il proprio nome accostato a un teatro di varietà. Fu così che venne scelto il più comodo Bergère, dal nome di una strada sempre nei pressi dello stabile cui tuttavia non era legato il nome di nessuno.
Più volte il teatro ospitò riunioni politiche e dibattiti, ma fu soprattutto il luogo della rappresentazione di balletti, operette, pantomime, vaudeville e dei più svariati spettacoli di varietà. All'interno vi si poteva bere grazie a un fornito bar, mangiare, fumare, giocare d'azzardo e ballare, tutto all'insegna del bel vivere.
Tutt'oggi funzionante, propone sia ristorazione sia spettacoli dal vivo.

## Le Folies Bergère e Toulouse-Lautrec
Toulouse-Lautrec fu tra i clienti abituali assistendo tra il 1894 e il 1896 agli spettacoli d'arte varia, in cui si alternavano i numeri di illusionismo dei fratelli Isola, l'incantatrice di serpenti Nala Damajenti, il canguro pugile e la danzatrice Loïe Fuller, che dava vita a fantastiche coreografie agitando i lunghissimi veli in cui era avvolta.

## Le Folies Bergère e Manet
Manet scelse questo locale per dipingere tra il 1881 e il 1882 Il bar delle Folies-Bergère.

## Le Folies Bergère e Proust
Ne I Guermantes (Alla ricerca del tempo perduto) di Marcel Proust, l'autore parla di questo locale in quanto frequentato da Rachel, l'amante di Saint-Loup.
Inoltre nel volume À l'ombre des jeunes filles en fleur, Madame Bontemps parla con Odette del locale dicendo:

## Artisti delle Folies Bergère

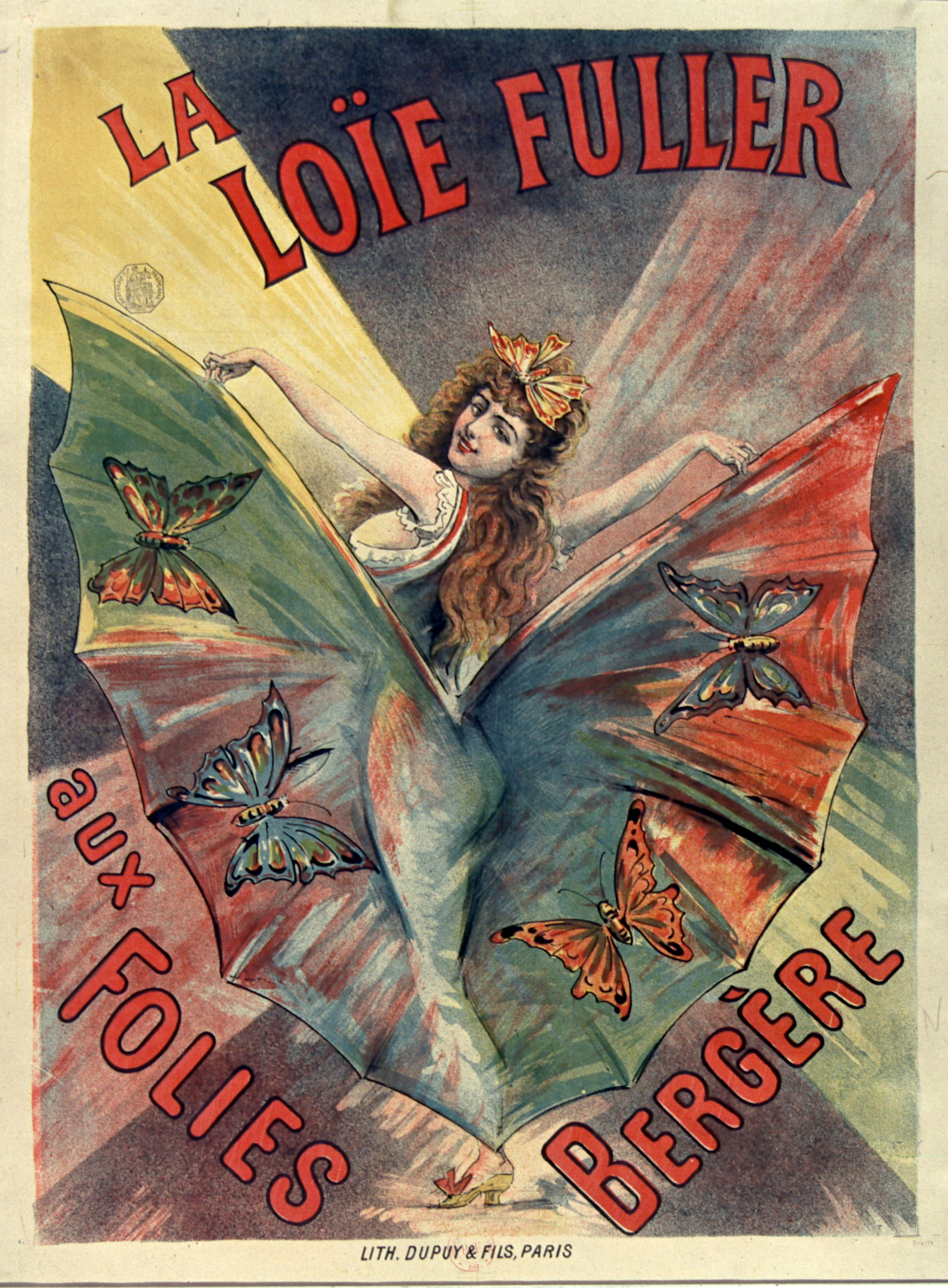
Poster raffigurante Loïe Fuller

- Loïe Fuller, attrice, cantante e ballerina, che vi esordì nel 1892
- La Bella Otero, ballerina e attrice, che vi esordì nel 1894
- Ilka DeMynn, ballerina burlesque
- Cléo De Mérode
- Maurice Chevalier, cantante, che vi esordì nel 1909
- Raimu, comico che vi lavorò dal 1910 al 1914
- Mistinguett, che vi esordì nel 1911
- Renée Adorée, attrice di cinema franco-statunitense che vi lavorò un anno nel 1916
- Jean Gabin vi esordì nel 1922 all'età di 18 anni in coppia con Charles-Joseph Pasquier
- Joséphine Baker, ballerina e cantante
- Louisa Baïleche, ballerina e cantante
- Lisette Malidor, cantante
- Grock, clown
- Charlie Chaplin
- W. C. Fields, giocoliere
- Stan Laurel
- Fernandel
- Régine, nel 2004

## Al cinema
- Nel film Una sposa per due con Sandra Dee nei panni della protagonista Chantal, viene detto che sua madre Germaine da giovane fu ballerina alle Folies Bergère.
- Nel cartone animato Anastasia, durante la canzone Parigi ha la chiave del cuor, vengono citate le Folies Bergère.